# Adromischus marianae
Adromischus marianae là một loài thực vật có hoa trong họ Crassulaceae. Loài này được (Marloth) A.Berger miêu tả khoa học đầu tiên năm 1930.